# Айболит медицинский
Айболит медицинский (лат. Aibolitus medicinus) — ископаемый вид крылатых насекомых из рода Aibolitus семейства Protembiidae из отряда Cnemidolestodea.

## История открытия
Ископаемые остатки были найдены в Пермской области (Чекарда). Возраст находки — нижний пермский период (Приуралье), около 279,5—272,5 млн лет.

## Описание
Длина тела: самцы — 10 мм, самки — до 18 мм. Переднее крыло: самцы — 10—12 мм, самки — 15 мм. Заднее крыло: самцы — 9 мм, самки — 14 мм.

## Классификация
С 2016 в составе семейства Protembiidae из подотряда Parmapterina отряда Cnemidolestodea. Первоначально род сближали с родом Sojanoraphidia (Sojanoraphidiidae Martynova, 1952, Grylloblattodea).
- Protembiidae
  - Aibolitus Novokshonov & Storozhenko, 1996
    - Aibolitus medicinus Novokshonov & Storozhenko, 1996
    - Aibolitus minutus  Béthoux & Beckemeyer, 2007